# Saint Seiya: Time Odyssey
Saint Seiya: Time Odyssey (en francés Saint Seiya - Les Chevalier du Zodiaque: Time Odysse; en español Los Caballeros del Zodiaco: La Odisea del Tiempo es un cómic franco-belga spin-off de la serie Saint Seiya escrito por Arnauld Dollen y Jérôme Alquié e ilustrado por Jérôme Alquié, basado en la obra original de Masami Kurumada.
Planeado en 5 volúmenes, Saint Seiya – Time Odyssey debería finalizar entre 2025-2026.

## Argumento
Chronos, el dios del tiempo, quiere convertirse en el decimotercer dios del Monte Olimpo, al igual que Hades, Poseidón y Atena. Para ello, Chronos necesita construir el Reloj del Apocalipsis que cambiará el pasado, el presente y el futuro, lo que permitirá interferir en el transcurso del tiempo; Cauteloso, Chronos oculta sus huellas, interviniendo en diferentes momentos de la historia, desde antes de la batalla del Santuario hasta después de la Guerra Santa entre Atena y Hades con el objetivo de no despertar sospechas. 
Chronos está rodeado por un ejército de Lepta (caballeros menores) dirigidos por sus poderosos generales, los Caballeros de las Doce Horas. Por lo que gracias a estos fieles y feroces guerreros, Chronos es persuadido para llevar a cabo su plan, no obstante, Chronos no cuenta con los Caballeros de Atena.

## Personajes

### Ejército de Athena/Atenea
- Saori Kido

#### Caballeros de Bronce
- Seiya de Pegaso (天馬星座ペガサスの星矢, pegasasu no seiya)
- Hyoga de Cisne (白鳥星座の氷河, kigunasu no hyōga)
- Shiryu de Dragón (龍星座ドラゴンの紫龍, doragon no shiryū)
- Shun de Andrómeda (アンドロメダ星座の瞬, andoromeda no shun)
- Ikki de Fénix (鳳凰星座の一輝, phoenix no ikki)
- Nachi de Lobo (狼座（ウルフ）の那智, Urufu no Nachi?)
- Ichi de Hidra (海ヘビ星座の市, Hidora no Ichi?)
- Phébée de Andrómeda (アンドロメダのフェビー, Andoromeda no Phébée)
- Tyr de Cisne (白鳥星座のティル, Kigunasu no Tiru)

#### Caballeros de Plata
- Jorge de Fornax (ろ座のジョルジェ, ro-za no joruje) conocido como 'Guilty'.
- Lodi'N de Escultor (彫刻のロディン, kizamu no rōdin)

#### Caballeros de Oro
- Mu de Aries
- Aldebarán de Tauro
- Saga de Géminis
- Kanon de Géminis
- Máscara de Muerte de Cáncer
- Dohko de Libra
- Milo de Escorpio
- Shura de Capricornio
- Camus de Acuario
- Afrodita de Piscis

### Ejército de Chronos
- Chronos

#### Horas de Cronos
- I.- Cloto
- II.- Eastre de Valquiria
- II.- Yuki-Onna
- V.- Láquesis
- VI.- Erik de Valravn
- VII.- Sponde de Kalfu
- IX.- Amarok de Lobo Blanco
- X.- Ophialtes de Tatanka
- XI.- Átropos
- XII.- Arctos de Kelpie

#### Leptas
- IV-I._ Toqu"
- IV-VII._ Fross
- IV-XII._ Algon
- IV-XVIII._ Dzu-Teh
- IV-XXVII._ Nyuke
- IV-XXXI._ Nytea
- IV-LI._ Nioidei
- VII._ Lepta de Sponde
- X-VI.- Daelos
- XII-V.- Drachme

#### Estigmas
- II-XXXVI-LIV
- IV-IX-LIV
- VII-XLVIII-VI

## Volúmenes
| Volumen 1 | ISBN                                      | Publicado                                                             |
| Volumen 1 | ISBN 9788822636683 ISBN 978-84-18955-74-7 | 30 de septiembre de 2022 16 de septiembre de 2022 16 de marzo de 2023 |
| |                                           |                                                                       |
| Desde la noche de los tiempos, los dioses del Olimpo se enfrentan por el dominio de la Tierra. Pero ante ellos se erige la diosa Atenea con la ayuda de sus Caballeros! Cuando entra en escena un nuevo adversario, peligra el futuro mismo de los Caballeros. ¿Podrá Ikki, el Caballero de Bronce del Fénix, desenredar los hilos del destino? |                                           |                                                                       |
| Personaje(s) de la portada: Chronos, Saori, Seiya, Hyōga, Shiryū, Ikki y Shun |                                           |                                                                       |

| Volumen 2 | ISBN                                      | Publicado                                                               |
| Volumen 2 | ISBN 9782505121527 ISBN 978-84-19903-26-6 | 22 de septiembre de 2023 19 de noviembre de 2023 5 de diciembre de 2023 |
| |                                           |                                                                         |
| Desde los albores de los tiempos, los dioses del Olimpo han batallado entre sí por el control de la Tierra. Junto con sus Caballeros, la Diosa Atenea se ha enfrentado a ellos para protegernos! Sin embargo, un nuevo adversario se ha presentado, poniendo en peligro al futuro mismo de los Caballeros. Pese a que Chronos impidió el Gran Eclipse, Zeus no cumplió con su promesa de convertirlo en Olímpico. Despreciado, el Dios del Tiempo está más decidido que nunca a reparar el Reloj del Apocalipsis y cobrar venganza. Pero para realizar esta empresa necesita el fuego sagrado del Olimpo, que fuera robado por Prometeo tiempo atrás. Como precio por su ayuda, el Titán le exige ser liberado de las cadenas que lo atan al Monte Cáucaso. Sin embargo estas cadenas resultan ser las mismas que las de la armadura de Andrómeda, la cual es portada por Shun. Si Chronos quiere liberar a Prometeo, primero tendrá que descubrir el secreto que encierran sus cadenas! |                                           |                                                                         |
| Personaje(s) de la portada: Mū, Eastre, Seiya, Hyōga, Shiryū y Shun |                                           |                                                                         |